# Tsodilo
Tsodilo je brdovito područje površine oko 10 km² u pustinji Kalahari, distrikt Ngamiland u sjeverozapadnoj Bocvani, 40 km od grada Shakawe, u blizini granice s Namibijom. Ono je najslavnije po jednoj od najvećih koncentracija prapovijesnim slikarijama na svijetu, zbog čega je prozvano "Pustinjski Louvre", i upisano na UNESCO-ov popis mjesta svjetske baštine u Africi 2001. godine jer "lokalno stanovništvo još uvijek drži ovo negostoljubivo područje za sveto i naseljeno drevnim duhovima". Ime mu je izvedeno od riječi sorile, naroda Hambukushu, što znači "prozračno" ili "pravo".
Tsodilo čine četiri kvarcne stijene (poznate kao "Muško", "Žensko", "Dijete" i bezimeni brežuljak) koje se uzdižu iznad drevnih pješčanih dina na istoku i suhog fosilnog jezera na zapadu, a od kojih najviša ("Muško") ima visinu od 1.400 metara, te čini najvišu točku Bocvane. Njihove stijene i prirodne špilje sadrže brojne podatke o paleo-okolišu i pružale su utočište ranim ljudima još prije oko 100.000 godina. Od kamenog doba je gotovo neprekidno naseljeno sve do 19. stoljeća, o čemu svjedoče brojni arheološki nalazi i naravno paleolitičke slikarije.
Područje je najpoznatije po oko 4.500 slikarija u oko 500 lokaliteta na stijenama područja od 10,4 km², što ga čini najbogatijim nalazištem prapovijesnih umjetnina u Africi. Pretpostavlja se da ih je počeo oslikavati narod San iz pustinje Kalahai prije oko 24.000 godina. Oni još uvijek vjeruju kako je vrh "Muškog" brda mjesto gdje je Prvi duh kleknuo u molitvi nakon stvaranja svijeta, što ga čini najsvetijim mjestom. Također, prema njima su špilje "Ženskog" brda počivalište različitih preminulih božanstava koji su odavde vladali svijetom, a voda u poplavljenom drevnom rudniku sveta i donosi sreću onome tko se njome umije. Četvrto, najmanje brdo, je prema njihovoj predaji prva supruga "Muškog" brda koju je ovaj ostavio zbog mlađe, te sada tumara samo u pozadini.
Narod Hambukushu vjeruje kako je njihov bog, Nyambe, s nebesa na "Žensko" brdo spustio njihov narod i stoku. O čemu svjedoče jasni otisci papaka u čvrstim stijenama na vrhu brda.
Najviše slikarija je pronađeno na "Ženskom" brdu, a najslavniji lokalitet je ploča "Laurens van der Post" na "Muškom" brdu, nazvana po njezinom pronalazaču. Na njima su prikazane mnoge životinje kao što su: bijeli kit, nosorozi, žirafe, slonovi i lavovi. Kako je većina pronađena na zabačenim i skrivenim mjestima, vjeruje se kako ih se još mnogo treba tek otkriti. 
Sheila Coulson sa Sveučilišta u Oslu je 2006. godine izazvala senzaciju izjavivši kako je jedna od špilja, u kojoj se nalaze naslikane najsvetije životinje naroda San (piton, slon i žirafa), mjesto najranijih svjetskih rituala koji datiraju u prije 70.000 godina. No, datiranje ugljikom-14 je pokazalo kako nisu svi likovi na ovom mjestu iz istog razdoblja, neki su tek iz afričkog mezolitika, prije 10.000 godina, a crvena žirafa nije starija od 400. godine. Također se zamjera što ovu špilju, za razliku od drugih mjesta, ne koriste San šamani za svoje ceremonije danas.
Između dva najveća brda danas se nalazi turistički kamp i maleni muzej, a posjetitelji su obvezatni uposliti lokalne vodiče, čime se gospodarski pomaže lokalnoj zajednici i zaštiti lokaliteta.
- "Žensko brdo"
- "Muško brdo"
- Ploča Laurens van der Post
- Slikarije životinja
- Slikarije ljudi

## Poveznice
Prapovijesne slikarije u Africi:
| - Matobo (Zimbabve) - Twyfelfontein (Namibija) - Kondoa (Tanzanija) | - Tasili n'Adžer (Libija) - Ténéré (Niger) - Tadrart Akakus (Libija) |

## Vanjske poveznice
- Galerija fotografija  Arhivirana inačica izvorne stranice od 15. kolovoza 2009. (Wayback Machine) na ourplaceworldheritage.com
- Tsodilo, Die flüsternden Felsen der Kalahari  Arhivirana inačica izvorne stranice od 26. travnja 2021. (Wayback Machine) (njem.)